# Солуки (минеральная вода)
Солуки — минеральная лечебно-столовая вода известная во Львовской области и за её пределами. Получила своё название в честь месторождения в одноимённом поселке Солуки на Украине в 1973 году.
Минеральная вода «Солуки» средней минерализации 3-5 г/дм³ добывается с глубины 90 м. Вещества, которые находятся в природных водах в растворенном состоянии, определяют, в основном, химические свойства воды. По составу вода характеризуется как сульфатно-хлоридная, хлоридно-сульфатная кальциево-натриевая вода без биологически-активных компонентов.

## Краткая характеристика
| Наименование             | Вода минеральная природная лечебно-столовая                   |
| Традиционное название    | Солуки                                                        |
| Состав                   | сульфатно-хлоридная, хлоридно-сульфатная, кальциево-натриевая |
| Минерализация            | средняя 3-5 г/дм³                                             |
| Привкус                  | слабосоленая                                                  |
| Местоположение источника | Украина, Львовская область, Яворовский р-н, с. Солуки         |
| Глубина скважины         | 90 м                                                          |
| Скважина                 | № 11-41-Р                                                     |
| Условия хранения         | 5 — 20 °С                                                     |
| ДСТУ                     | 878-93 «Воды минеральные питьевые. Технические условия»       |

## История открытия источника
В Яворовском районе в селе Солуки на пересечении двух рек Старая и Домажир, с 1959 года начинается история минеральных вод «Солуки».
Год до этого начались гидрогеологические исследования с целью обеспечения ресурсов питьевой воды для Львова. В рамках этого исследования в 1959 году был открыт источник минеральной воды в местности Солуки. Здесь добывают два типа минеральной воды: воду слабой минерализации и лечебную минеральную воду.
Вода из источников Солуки берет своё происхождение из выпавших осадков в области Волынско-Подольской возвышенности. Благодаря инфильтрации и прохождению через местные горные породы, происходящие из неогена и этажного мела, вода выщелачивает растворимые вещества и получает свой присущий вкус и свойства.

## История завода
Большой радостью жителей Яворовского района стало строительство в 1973 г.
Завода продовольственных товаров «Солуки», так как, разумеется, предполагалась создание новых рабочих мест для жителей региона. Площадь земельного участка составляет — 4 га. Производство имеет 12 скважин минеральной воды и 2 пресных. В рабочем состоянии и активно эксплуатировались 4 из них.
Минеральная вода «Солуки» стала широко известной лечебными свойствами с начала на территории Западной (Карпатской части) Украины, далее по всей Украине, впоследствии во всём Советском Союзе. Целое поколение украинцев употребляли воду «Солуки», наряду с другими известными минеральными водами Украины (Трускавецкая, Моршинская) для профилактики и лечения заболеваний желудочно-кишечного тракта, а также для повышения иммунитета и нормализации обмена веществ.
Однако с распадом Советского Союза, как и везде, производственные связи были разорваны, производство приостановлено.
Почти через десятилетие завод был выкуплен иностранным инвестором, производственные линии были переоборудованы по современным стандартам разлива воды.

## Химический состав воды
«Солуки» — это сульфатно-хлоридная, кальциево-натриевая слабосоленая лечебная вода.
Состав:
```
  Na  + K  700 -1000 мг/дм³
  Ca ² 100 - 400 мг/дм³; Mg ² < 150 мг/дм³;
  Clˉ   600 - 1200 мг/дм³; SOˉ ² 800 -1400 мг/дм³;
  HCOˉ ³  200 -600 мг/дм³
```

```
  Общая минерализация : 3,0 -  5,0 г/дм³
```

| Элемент  | Содержание            |
| -------- | --------------------- |
| стронций | не больше 150 мг/дм³  |
| хром     | не больше 0,5 мг/дм³  |
| цинк     | не больше 5.0 мг/дм³  |
| свинец   | не больше 0,1 мг/дм³  |
| ртуть    | не больше 0,02 мг/дм³ |
| селен    | не больше 0,05 мг/дм³ |
| ванадий  | не больше 0,4 мг/дм³  |
| медь     | не больше 1,0 мг/дм³  |
| фтор     | не больше 10 мг/дм³   |

Из медицинского (бальнеологичекого) заключения Украинского научно-исследовательского института медицинской реабилитации и курортологии.

## Показания к применению
Содержание в воде специфических элементов в значительном количестве имеет активное физиологическое влияние на организм человека.
Уникальные соединения солей и микроэлементов позволяют лечить:
- хронические заболевания печени,
- желчевыводящих путей,
- холециститы,
- гепатиты,
- гастриты,
- язву желудка,
- нормализуют функции желудка и кишечника,
- лечат хронические панкреатиты,
- хронические заболевания почек и мочевыводящих путей.

Сульфатный ион действует на перистальтику кишок, влияет на желчевыводящую и желчетворящую функции печени, при этом ионы хлора усиливают действие присутствующих сульфат-ионов. Биологическая роль ионов хлора в минеральной воде состоит в поддержании функций почек, а также в поддержании осмотического равновесия организма. Натрий является одним из основных катионов минеральных вод и играет важную роль в регулировании водно-солевого обмена.